# Castillo de Oxford

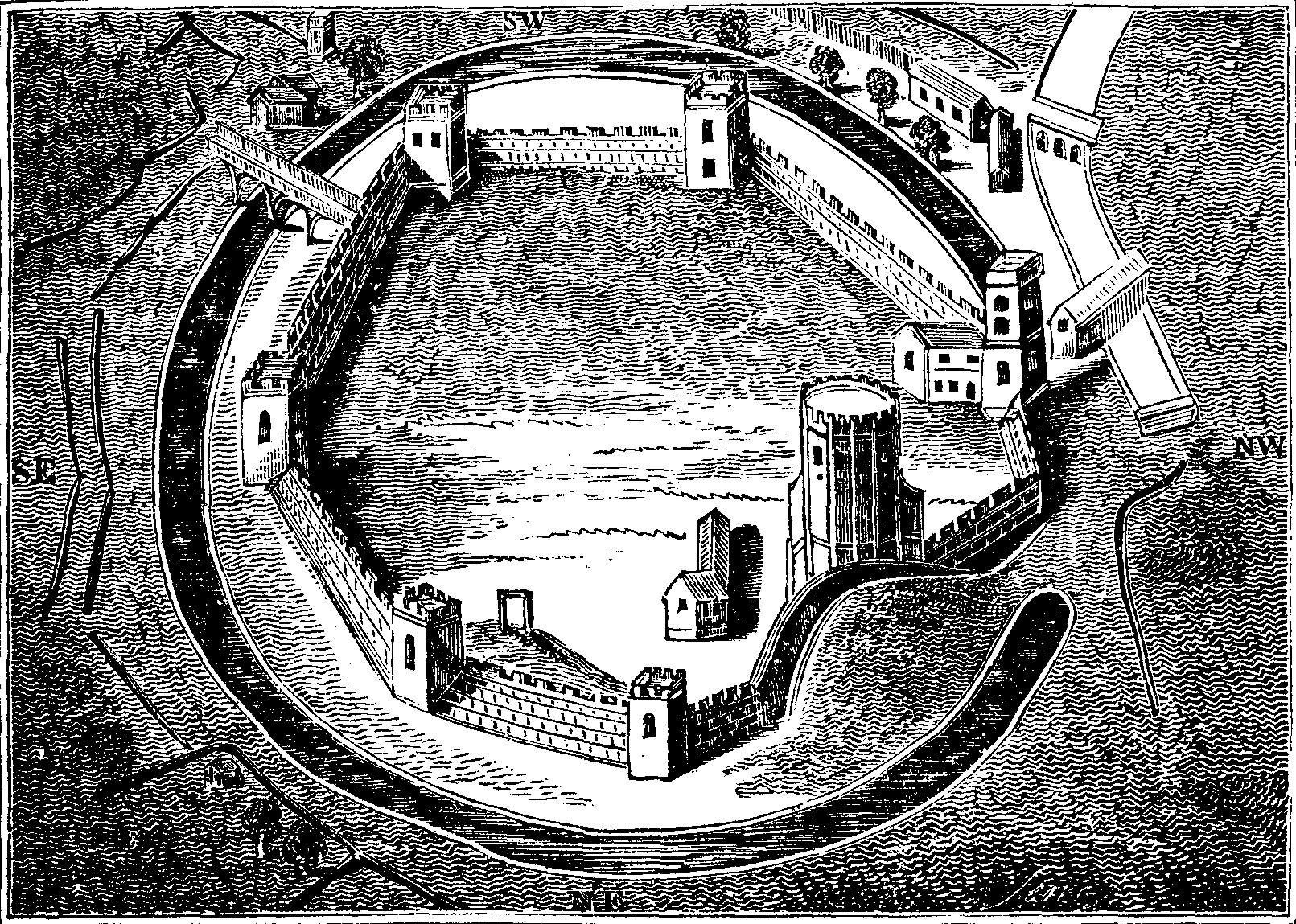
Plano del antiguo Castillo de Oxford.

El castillo de Oxford (en inglés, Oxford Castle) es una fortaleza situada en el centro de la ciudad de Oxford (Inglaterra), construido por un barón normando, Roberto d'Oyly, en 1071 (poco después de la invasión normanda de Inglaterra de 1066).

## Historia
La primera estructura construida por Roberto d'Oyly era un promontorio de tierra, sobre el que se elevaba una torre de piedra, conocida como St George's Tower; después se construyó una muralla con torres más pequeñas alrededor de esta estructura inicial. Esta edificación se situaba 12 millas al noroeste del castillo de Wallingford, también construido por Roberto d'Oyly. En 1120, el hermano menor de Robert, Nigel d'Oyly, fue nombrado señor del castillo de Oxford.
Cuando, en 1141, otro Roberto D'Oyly, sobrino del anterior, declaró su preferencia por la emperatriz Matilde de Inglaterra por encima de Esteban de Blois, esta se refugió en el castillo, que fue por ello sitiado durante varios meses. La emperatriz logró escapar del castillo, se cree que descolgándose por las murallas vestida de blanco, para camuflarse entre la nieve, atravesó las líneas enemigas y cruzó el Castle Mill Stream.
En el siglo XIV, el castillo había quedado ya abandonado y estaba en mal estado de conservación. Más adelante fue transformado en sede del gobierno y los juzgados del condado, y albergó la cárcel del condado, la cual poco a poco fue ampliándose hasta ocupar gran parte del edificio. En 1888 se transformó en la Prisión de su Majestad en Oxford, hasta que fue cerrada definitivamente en 1996 y devuelta al Condado de Oxfordshire. Desde entonces ha sido rehabilitada como centro comercial y turístico, con patios abiertos para mercados y actuaciones teatrales. El complejo también incluye un hotel de la cadena Malmaison, en el que las celdas se reutilizarán como habitaciones.

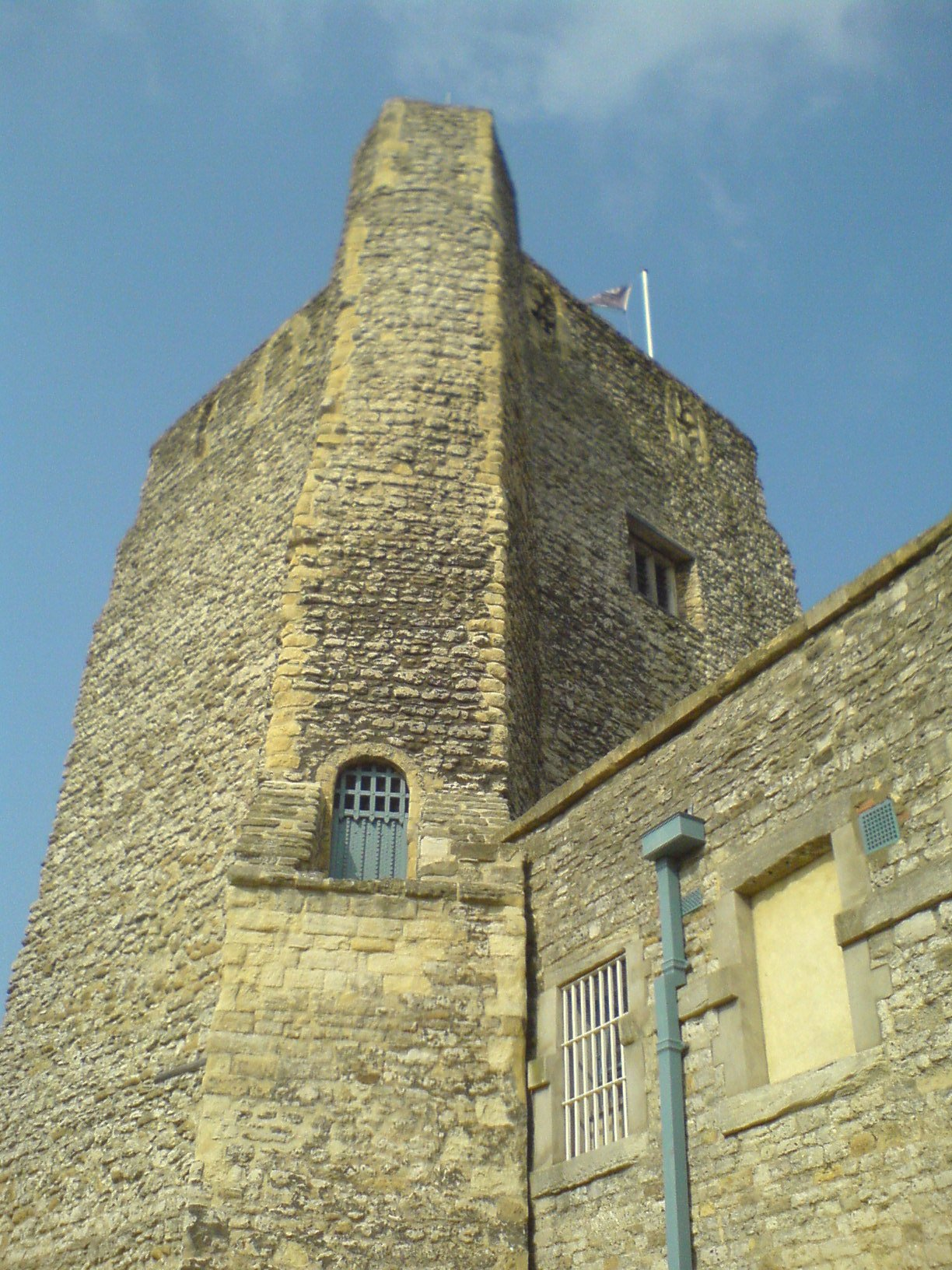
Vista del castillo de Oxford